# Światowa Galeria Sławy Łyżwiarstwa Figurowego
Światowa Galeria Sławy Łyżwiarstwa Figurowego (ang. World Figure Skating Hall of Fame) – galeria sławy łyżwiarstwa figurowego w której uhonorowani zostali wybitni przedstawiciele (zawodnicy, trenerzy, działacze) tej dyscypliny. Jest prowadzona od 1976 r. przez Światowe Muzeum Łyżwiarstwa Figurowego i Galerii Sławy (ang. World Figure Skating Museum and Hall of Fame) w Colorado Springs w Stanach Zjednoczonych.

## Członkowie Światowej Galerii Sławy Łyżwiarstwa Figurowego

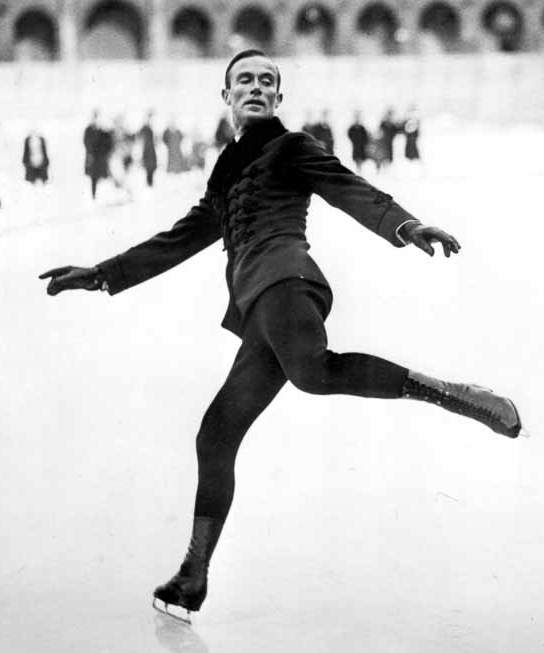
Szwed Gillis Grafström – 1976 (rok uhonorowania)

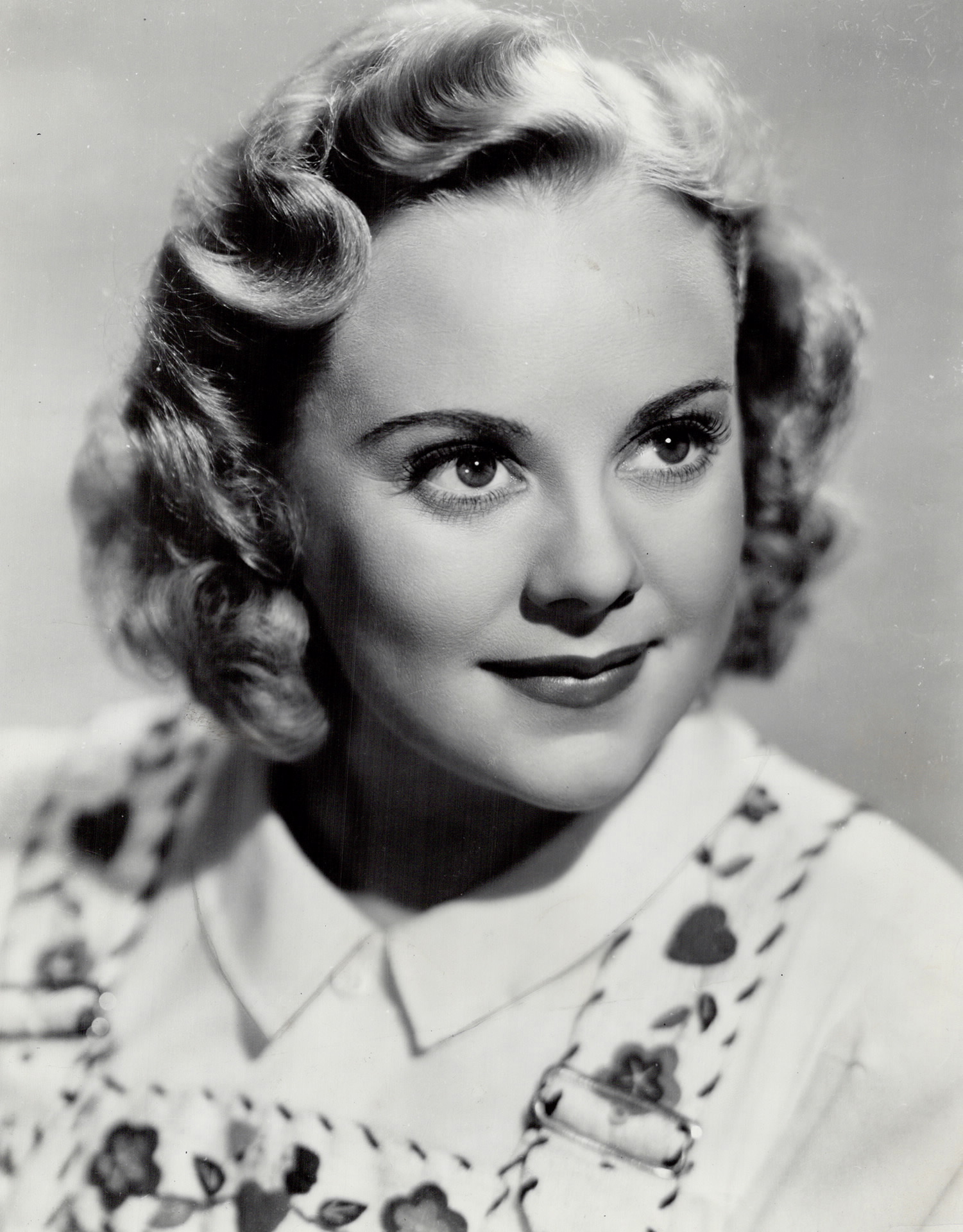
Norweżka Sonja Henie – 1976

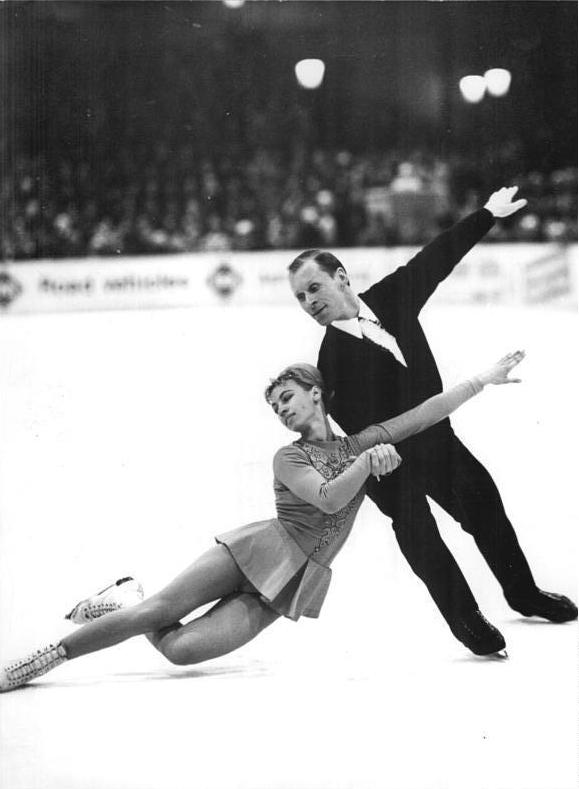
Sowieci Ludmiła Biełousowa / Oleg Protopopow – 1978

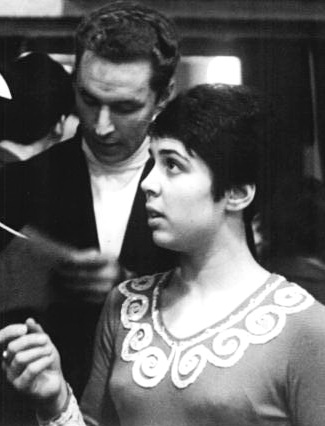
Sowietka Irina Rodnina – 1989

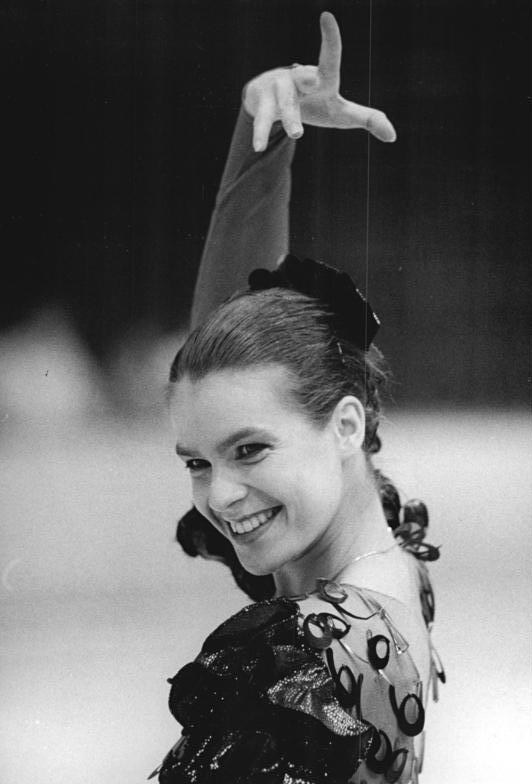
Niemka Katarina Witt – 1995

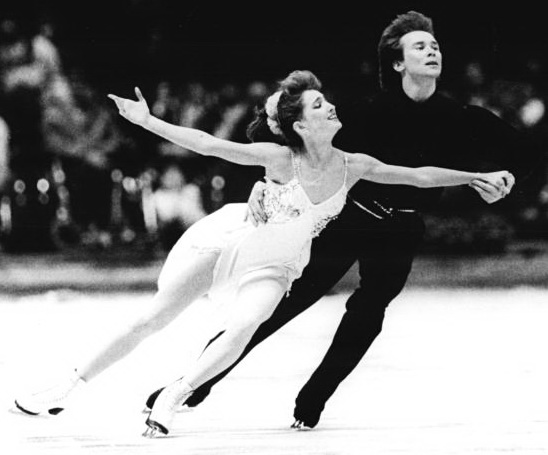
Sowieci Marina Klimowa / Siergiej Ponomarienko – 2000

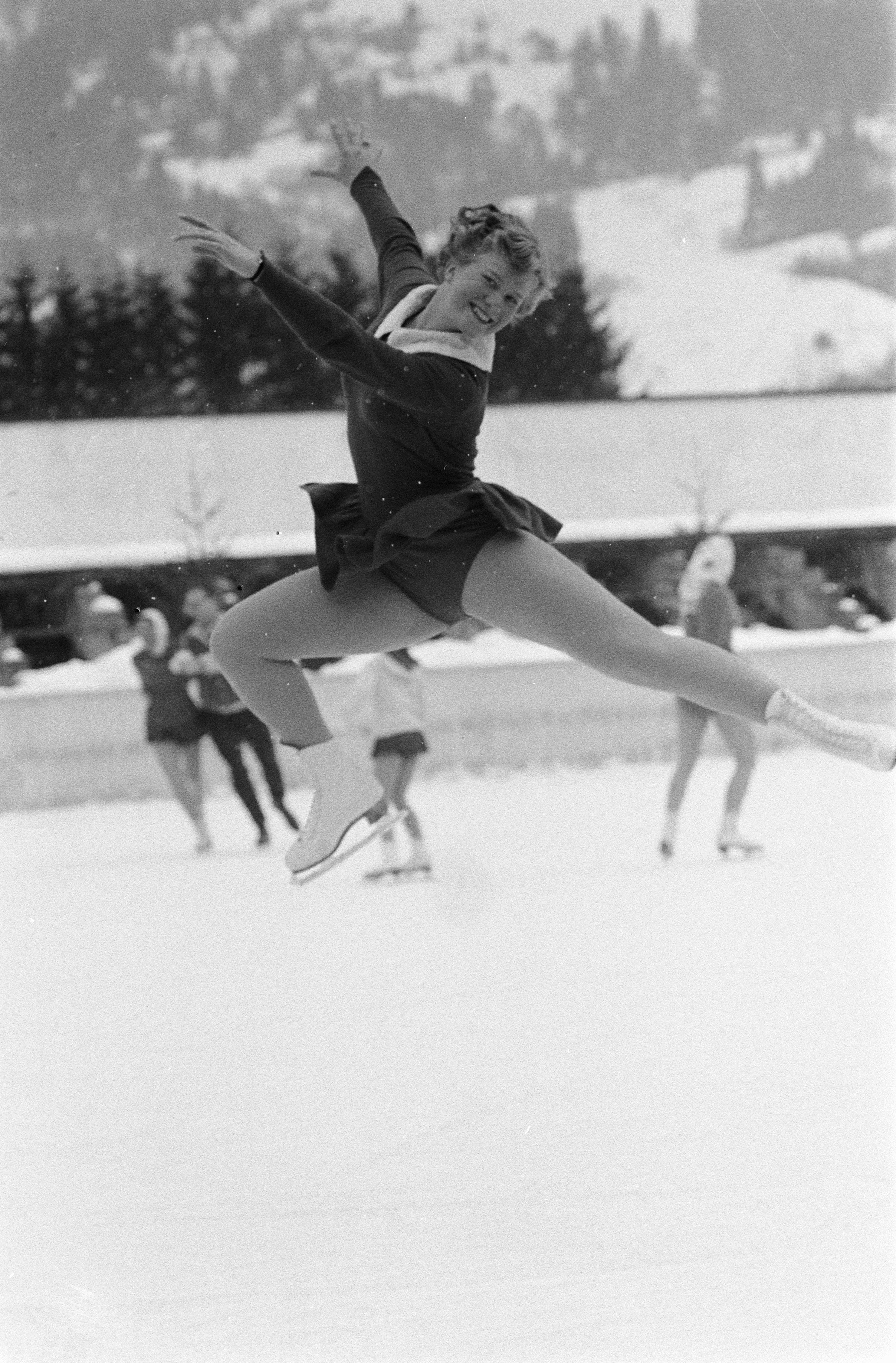
Holenderka Sjoukje Dijkstra – 2013

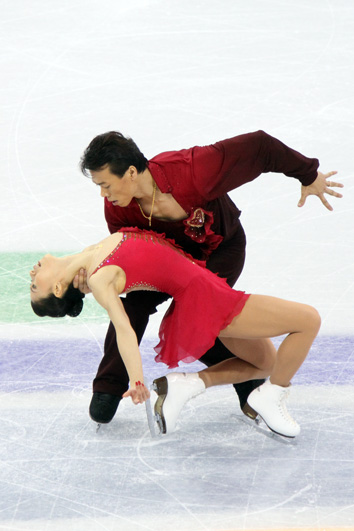
Chińczycy Shen Xue / Zhao Hongbo – 2017

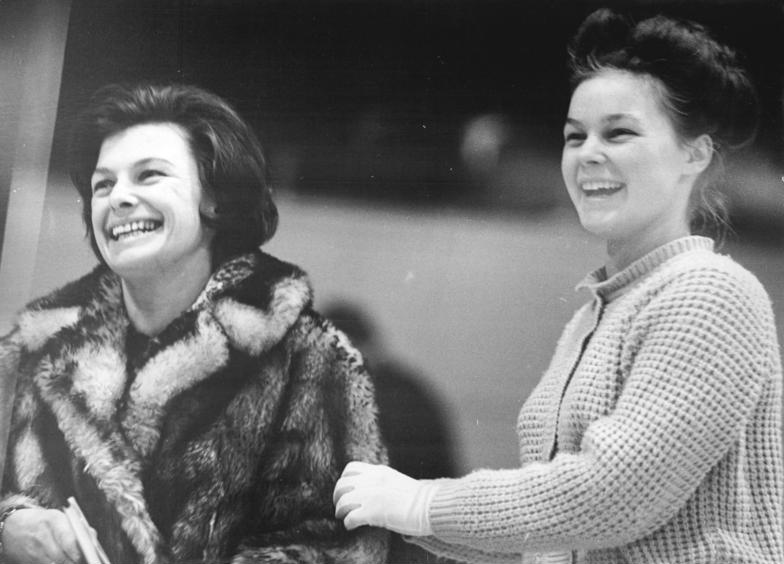
Od lewej, Niemka Jutta Müller – 2003, z córką Gabriele Seyfert – 2019

| Rok nadania członkostwa | Imię i nazwisko |
| ----------------------- | --- |
| 1976                    | Tenley Albright Andrée Brunet / Pierre Brunet Richard T. Button Peggy Fleming Gillis Grafström Carol Heiss Sonja Henie David Jenkins T.D. Richardson Jacques Gerschwiler Jackson Haines Gustave Lussi Hayes Alan Jenkins Axel Paulsen Ulrich Salchow Karl Schäfer Reginald J. Wilkie Howard Nicholson Edi Scholdan Montgomery Wilson |
| 1977                    | Willy Böckl Jean Westwood / Lawrence Demmy Donald Jackson |
| 1978                    | Ludmiła Biełousowa / Oleg Protopopow |
| 1979                    | Maxi Herber / Ernst Baier Barbara Ann Scott |
| 1980                    | Cecilia Colledge Barbara Wagner / Robert Paul |
| 1981                    | Madge Syers Willie Frick William O. Hickok IV |
| 1982                    | Herma Szabo-Stark |
| 1984                    | Louis Rubenstein Werner Groebli Frances Dafoe / Norris Bowden |
| 1985                    | Charlotte Oelschlagel Arnold Gerschwiler |
| 1986                    | F. Ritter Shumway Courtney Jones |
| 1988                    | Ludmiła Pachomowa / Aleksandr Gorszkow |
| 1989                    | Irina Rodnina Jayne Torvill / Christopher Dean |
| 1990                    | Scott Hamilton |
| 1991                    | John Curry |
| 1993                    | Jeanette Altwegg Richard Dwyer Ria Falk / Paul Falk Jacques Favart Georg Hasler Ronald Robertson Diane Towler / Bernard Ford |
| 1994                    | James Koch |
| 1995                    | Jekatierina Gordiejewa / Siergiej Grińkow William Thayer Tutt Katarina Witt |
| 1996                    | Brian Boitano Herbert J. Clarke Sheldon Galbraith |
| 1997                    | Carlo Fassi Lily Kronberger Benjamin T. Wright |
| 1998                    | Tom Collins Josef Dědič Felix Kaspar Kristi Yamaguchi |
| 1999                    | Ron Ludington Gladys Hogg |
| 2000                    | Dorothy Hamill Marina Klimowa / Siergiej Ponomarienko John Nicks |
| 2001                    | Janet Lynn |
| 2002                    | Maribel Vinson Owen |
| 2003                    | Jutta Müller Toller Cranston Midori Itō |
| 2005                    | Robin Cousins Tamara Moskwina Donald H. Gilchrist |
| 2006                    | Kurt Browning Frank Zamboni |
| 2007                    | Frank Carroll |
| 2008                    | Tatjana Tarasowa |
| 2009                    | Willy Bietak Joyce Hisey Brian Orser Nikołaj Panin Barbara Underhill / Paul Martini Alena Vrzáňová |
| 2010                    | Nobuo Satō |
| 2012                    | Michelle Kwan |
| 2013                    | Viktor Balck Sjoukje Dijkstra Ludowika Eilers-Jakobsson / Walter Jakobsson |
| 2014                    | Denise Biellmann Anna Hübler / Heinrich Burger Friedrich Kachler Lori Nichol |
| 2015                    | Sonia Bianchetti Garbato Doreen Denny Artur Dmitrijew / Natalja Miszkutionok / Oksana Kazakowa Eduard Engelmann Jr. June Markham Henry Eugene Vandervell |
| 2017                    | Vivi-Anne Hultén Sarah Kawahara Hans-Rudi Mauch Aleksiej Miszyn Werner Rittberger Trixi Schuba Phyllis Johnson / James H. Johnson Shen Xue / Zhao Hongbo Aleksiej Jagudin |
| 2018                    | Shizuka Arakawa Sandra Bezic Emmerich Danzer Irina Moisiejewa / Andriej Minienkow Wiktor Petrenko Richard Porter Jelena Wałowa / Oleg Wasiljew Yao Bin |
| 2019                    | Natalja Biestiemjanowa / Andriej Bukin Ondrej Nepela Eva Romanová / Pavel Roman Gabriele Seyfert Jelena Czajkowska |